# Sowjetische Baureihe ПЭУ1
Die Lokomotiven der sowjetischen Baureihe ПЭУ1 (deutsche Transkription PEU1) sind schmalspurige Elektrolokomotiven.
Gegen Ende der 1960er Jahre entstand in der Sowjetunion Bedarf an neuen Elektrolokomotiven für die Spurweite 750 mm, da bei der Bahn des Blei-Zink-Kombinats in Tekeli in der Kasachischen SSR Ersatz für vorhandene Elektrolokomotiven der Baureihe II-КП2А (II-KP2A) benötigt wurde.
Die Konstruktion der Lokomotiven wurde von der Elektrolokomotivfabrik Dnepropetrowsk in Dnepropetrowsk (Ukrainische SSR) übernommen und 1969 abgeschlossen. Die Bezeichnung der Lokomotiven war „ПЭУ1“ (PEU1; wobei die Buchstaben für „Promyschlenny Elektrowos Uskokolejny“ (schmalspurige Industrie-Elektrolokomotive) stehen). Entsprechend dem Charakter der vorgesehenen Einsatzstrecke als Gebirgsbahn mit Güterverkehr wurden die ПЭУ1 für hohe Zugkraft und geringe Geschwindigkeit konstruiert. In Anpassung an das zentralasiatische Klima wurden die ПЭУ1 für einen weiten Temperaturbereich (-50 bis +40 °C) ausgelegt. Weiterhin wurde auf starke Schwankungen der Spannung (nominell 550 V) Rücksicht genommen, die ПЭУ1 können bei 400 bis 700 V betrieben werden. Die ПЭУ1 haben eine geschweißten Stahlrahmen und -aufbau.
Die ersten acht ПЭУ1 mit den Nummern ПЭУ1-001 bis -008 wurden 1970 bis 1971 nach Tekeli geliefert. Sie erhielten automatische Kupplungen. Während des Baus der ersten Serie wurde die Bauart des Stromabnehmers geändert, die ursprünglich verwendeten zwei Einholmbügel wurden durch einen Halbscherenstromabnehmer ersetzt.
Anfang der 1970er Jahre wurde auch die Elektrifizierung der dem Kohletransport dienenden Strecke von Proletar (Tadschikische SSR) nach Sülüktü (Kirgisische SSR) geplant. Für den ersten elektrifizierten Abschnitt um Sülüktü wurden 1972 und 1973 die ПЭУ1-009 bis -012 gebaut. Erst 1977 wurde die Elektrifizierung bis nach Proletar fertiggestellt. Der Abschnitt hinter Sülüktü nach Wostotschnyi wurde aufgrund instabilen Untergrunds nicht elektrifiziert. Für den nunmehr möglichen durchgehenden elektrisch Betrieb wurden 1978 die ПЭУ1-013 bis -021 und 1979 ПЭУ1-022 bis -024 geliefert. 1983 wurde noch ПЭУ1-025 für Tekeli gebaut, 1984 ПЭУ1-026 für Tekeli und ПЭУ1-027 für Proletar–Sülüktü. Insgesamt wurden somit 27 ПЭУ1 gebaut, davon 10 für Tekeli und 17 für Proletar–Sülüktü. Die Lokomotiven für die Strecke Proletar–Sülüktü erhielten keine automatische Kupplungen.
Ab 1990 wurden drei Doppellokomotiven der Nachfolgebaureihe ПЭУ2 (PEU2) nach Proletar geliefert, diese bewährten sich im Einsatz jedoch nicht.
In Tekeli wurden die ПЭУ1 in Doppeltraktion eingesetzt. Mit der Verkürzung der Strecke auf einen kurzen stadtnahen Abschnitt 2004 verringerte sich jedoch der Bedarf erheblich, Ende 2010 wurde der Betrieb ganz eingestellt.
Auf der Strecke Proletar–Sülüktü wurden die ПЭУ1 auch für den Personenverkehr bis zu dessen Einstellung 2006 eingesetzt. Mit der Einstellung des Kohlenverkehrs und der Stilllegung des Abschnitts Kolzo–Sülüktü 2008 verblieb nur noch geringer Sandtransport zwischen Kolzo und Proletar. Dieser wurde auch 2011 noch von ПЭУ1 durchgeführt, wofür nur noch ein kleiner Teil der ehemals vorhandenen Lokomotiven betriebsfähig ist.